# Clavicornaltica tarsalis
Clavicornaltica tarsalis es un insecto coleóptero de la familia Chrysomelidae.
Fue descrita científicamente en 1996 por Medvedev.